# Chen Aisen
Chen Aisen (kinesiska: 陳艾森), född 22 oktober 1995 i Guangzhou är en kinesisk simhoppare. Han vann guldmedaljer i höga hopp och synkroniserade höga hopp vid de olympiska sommarspelen 2016 i Rio de Janeiro. Chen har också vunnit en guldmedalj i synkroniserade höga hopp vid VM i Kazan 2015.
Vid världsmästerskapen i simsport 2017 i Budapest vann Chen en guldmedalj i parhoppningen på 10 meter tillsammans med Yang Hao  och en silvermedalj i individuella höga hopp.
I juli 2021 vid OS i Tokyo tog Chen silver tillsammans med Cao Yuan i parhoppning från 10 meter.